# Pórtico avanzado

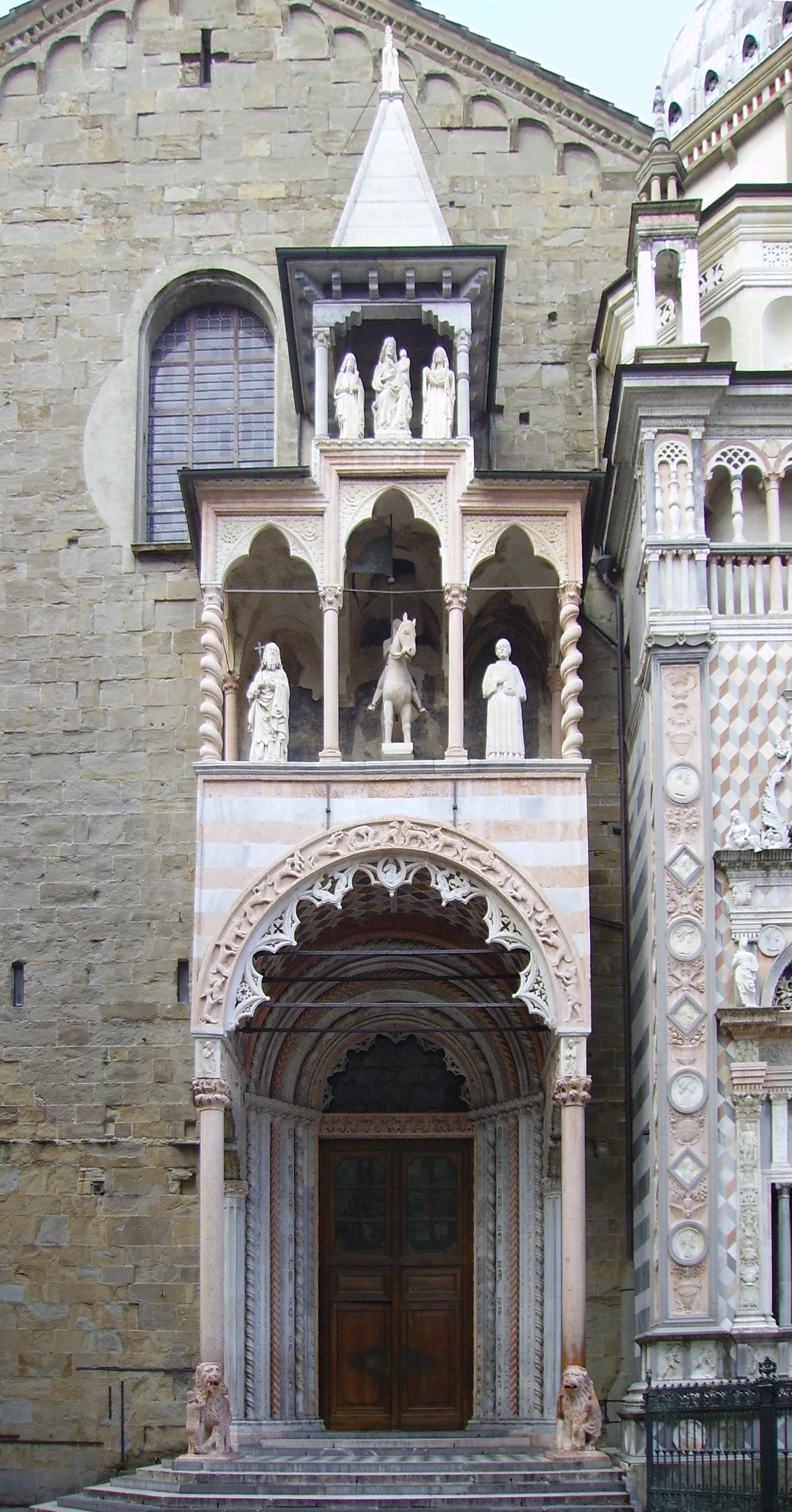
El pórtico del transepto de la Basílica de Santa María la Mayor en Bérgamo.

El protiro o pórtico avanzado es un elemento arquitectónico con el que se define un pequeño pórtico con cúspide colocado para proteger y cubrir el ingreso principal de una iglesia. Protiro es un término italiano que deriva del griego prothyron, que define un pequeño edículo construido frente a la entrada principal de una iglesia. Es un elemento frecuente en la arquitectura románica en Italia, mientras que no es habitual en el románico de otras zonas como Francia o España.
Normalmente este tipo de antecuerpo acompaña a las iglesias paleocristianas o románicas y está constituido por una bóveda de cañón sostenida por un par de columnas, pero hay también algunos casos donde la bóveda simplemente sobresale del frente de la iglesia. En muchas iglesias, las columnas del protiro no descansan directamente sobre el suelo,  sino en esculturas con temas mitológicos, monstruos o animales fantásticos o, más comúnmente, sobre leones, los llamados «leones estilóforos».

Ejemplos de protiro
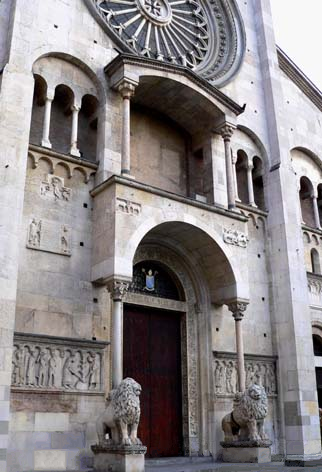
Catedral de Modena
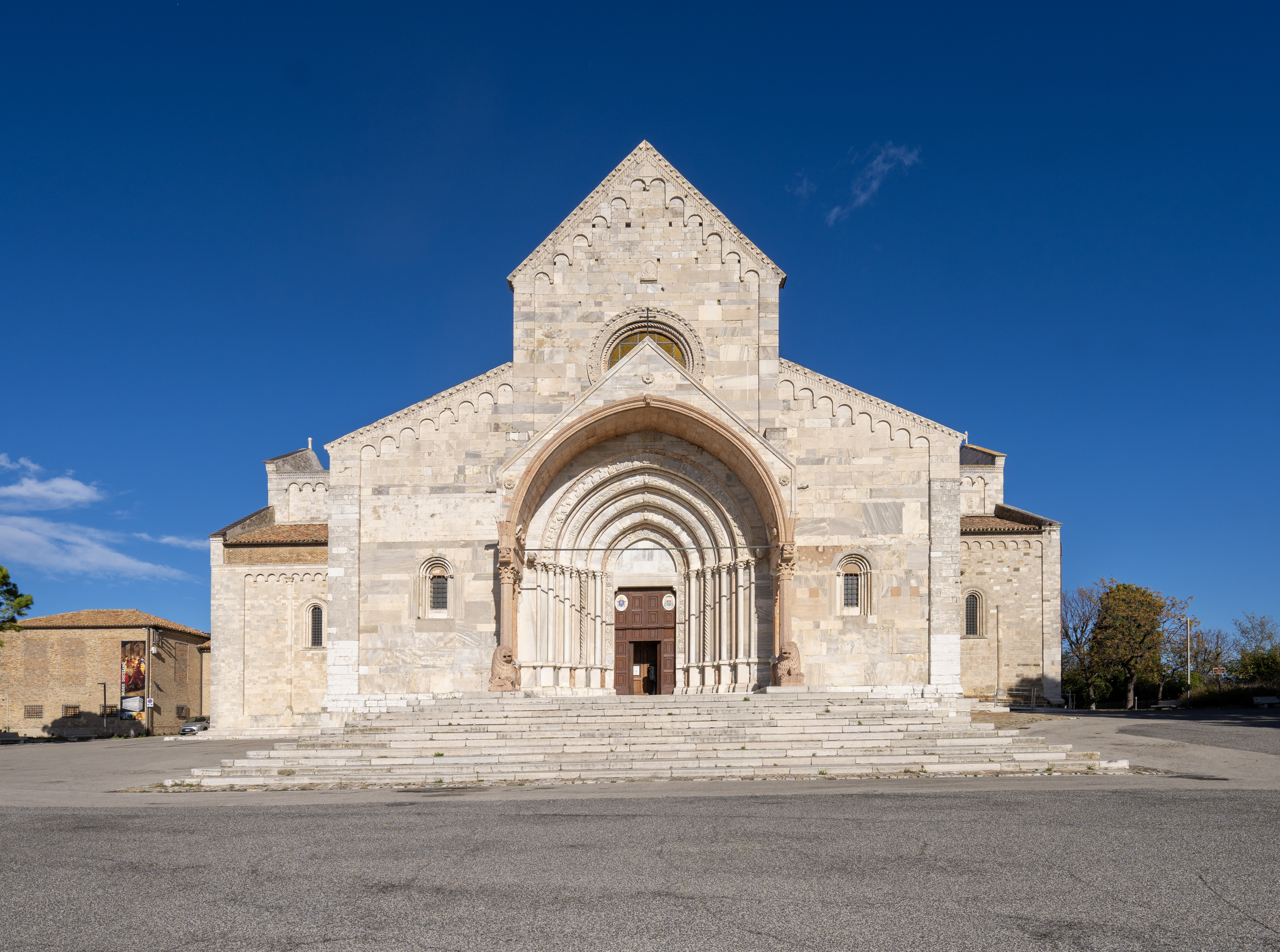
San Ciriaco de Ancona
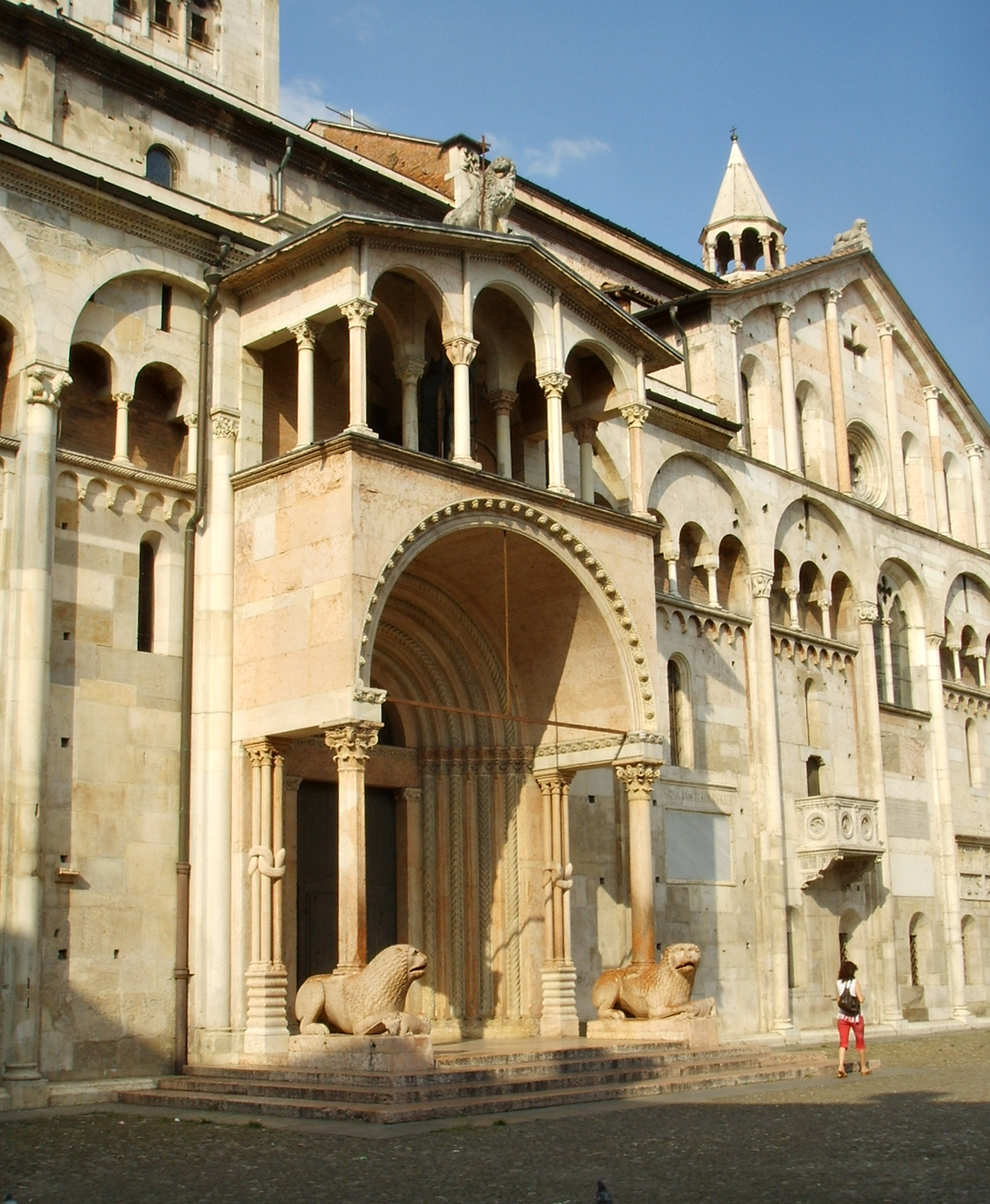
La Porta Regia de la catedral de Modena
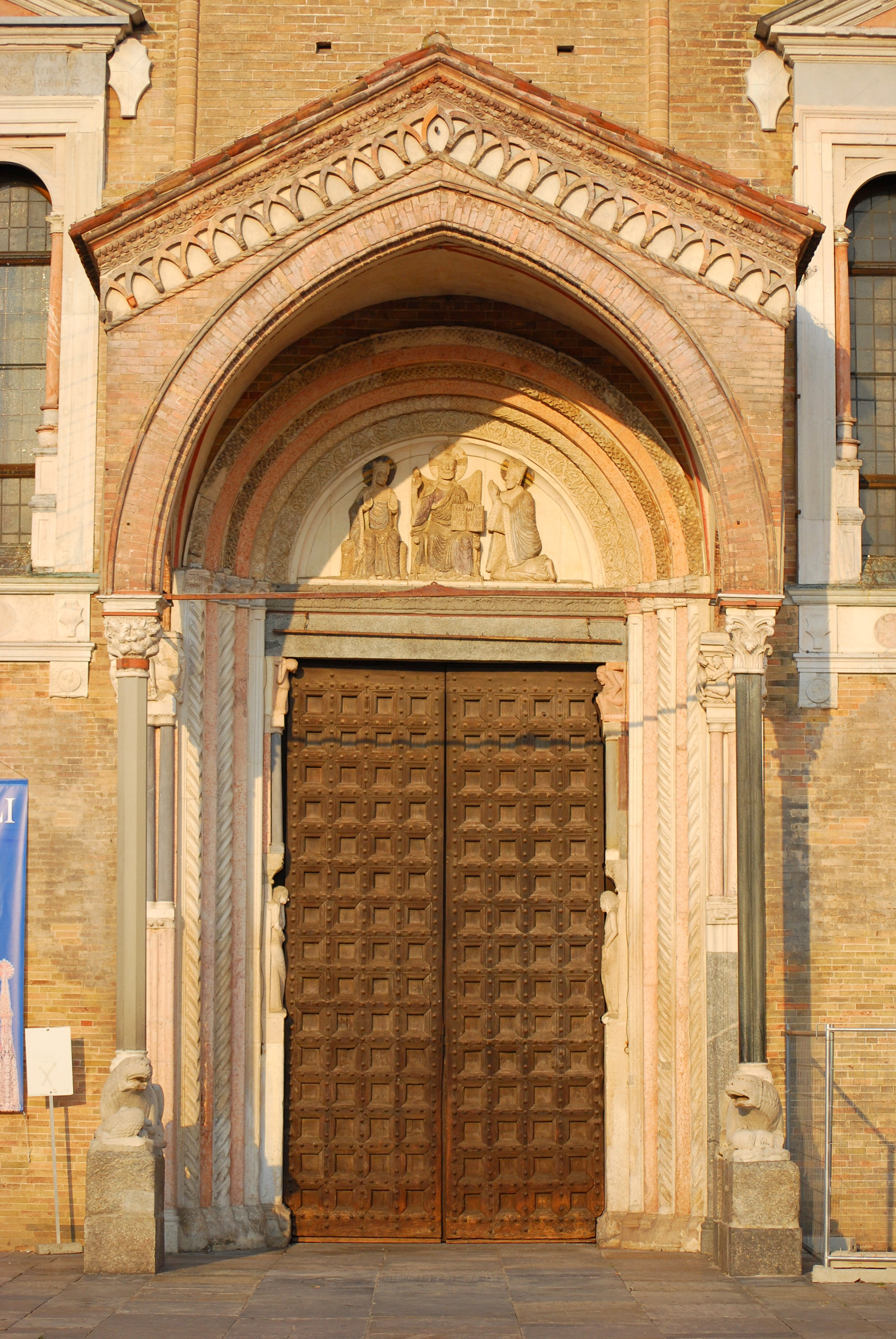
Duomo de Lodi
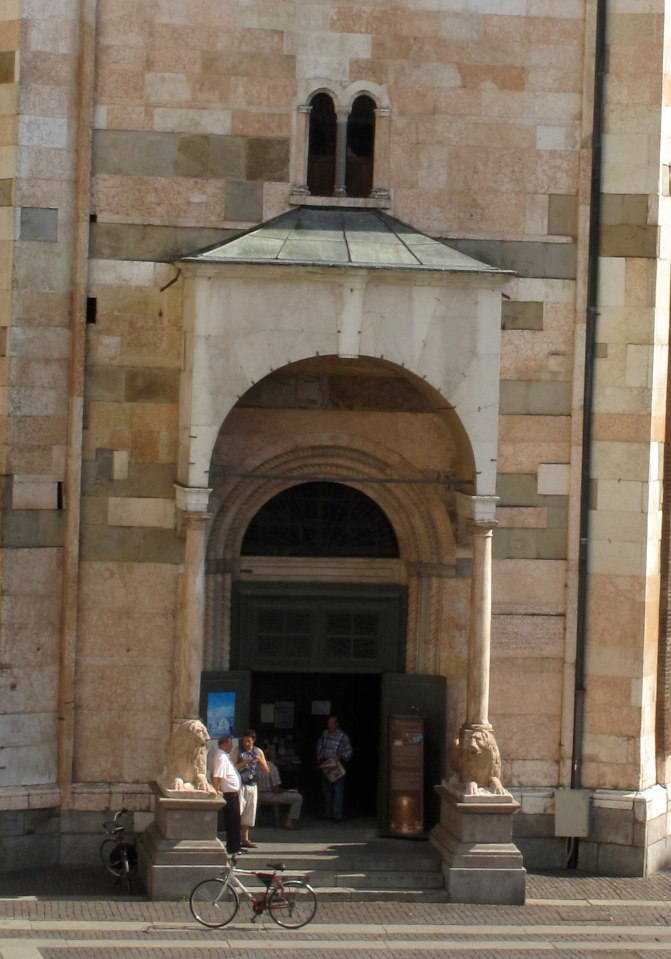
Entrada al baptisterio de Cremona
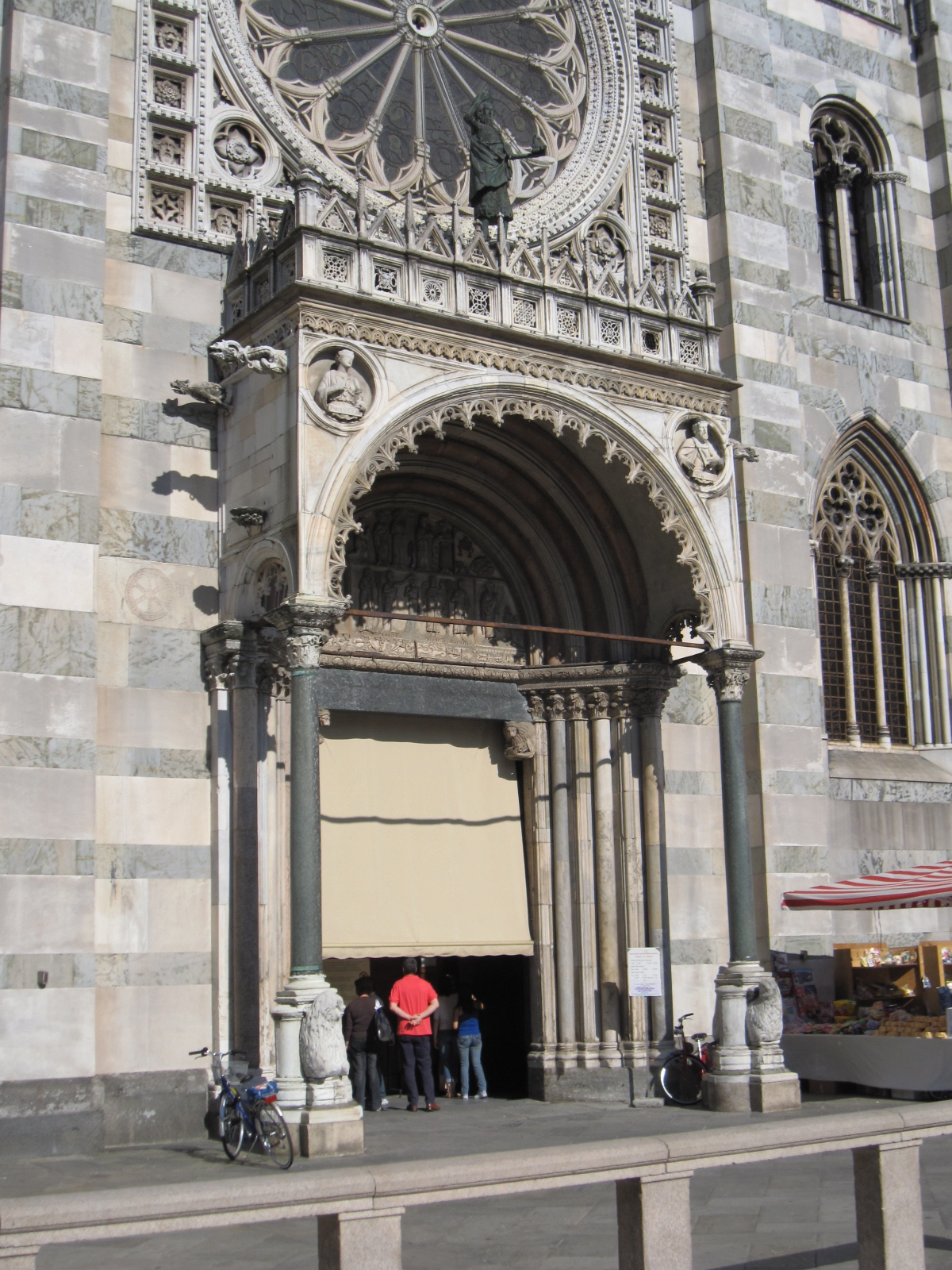
Catedral de Monza